# Calcio ai Giochi del Mediterraneo
Il calcio è una disciplina che è sempre stata presente in tutte le edizioni dei Giochi del Mediterraneo.
Si è sempre disputato solo il torneo maschile e per partecipare non ci sono qualificazioni da affrontare, è compito delle rispettive delegazioni nazionali per i Giochi del Mediterraneo iscrivere la propria squadra al torneo di calcio, tutti sono invitati a partecipare ma nessuno è obbligato, esclusa la nazione ospitante.
A causa di questo regolamento ogni anno c'è sempre stato un diverso numero di squadre partecipanti e quindi il format del torneo è stato cambiato spesso. Solo per due volte è successo che per due edizioni di fila si avesse lo stesso numero di squadre partecipanti: la prima volta accadde nella V edizione e nella VI edizione quando le squadre furono 8 e la seconda volta accadde nella XIV edizione e nella XV edizione quando le squadre furono 9. Nel corso delle edizioni il numero minimo di squadre è stato 3, nella I edizione e nella III edizione, il numero massimo è stato 13 nella XIII edizione.
Nel corso delle edizioni oltre ad essere cambiato il format del torneo, sono cambiate anche le nazionali giovanili che hanno partecipato a tale torneo, infatti, a partecipare non sempre sono state le nazionali Under-20 come a Pescara 2009. Ecco quali nazionali hanno partecipato ai Giochi del Mediterraneo:
Da Alessandria d'Egitto 1951 ad Atene 1991: Nazionali Under-21
A Linguadoca-Rossiglione 1993 e Bari 1997: Nazionali Under-23
A Tunisi 2001: Nazionali Under-20
Ad Almería 2005: Nazionali Under-23
A Pescara 2009: Nazionali Under-20
A Mersin 2013: Nazionali Under-19
A Tarragona 2018 e Orano 2022: Nazionali Under-18
La nazionale che ha partecipato di più ai Giochi del Mediterraneo è la Turchia con 17 apparizioni, essa è anche la nazionale che nel torneo di calcio ha ottenuto più medaglie, ben 10 (1 oro, 7 argenti e 2 bronzi) mentre la nazionale che ha ottenuto più ori è l'Italia, che ne vinti 4.

## Partecipanti[5]
| Squadra              | 1951 | 1955 | 1959 | 1963 | 1967 | 1971 | 1975 | 1979 | 1983 | 1987 | 1991 | 1993 | 1997 | 2001 | 2005 | 2009 | 2013 | 2018 | 2022 | Tot. |
| -------------------- | ---- | ---- | ---- | ---- | ---- | ---- | ---- | ---- | ---- | ---- | ---- | ---- | ---- | ---- | ---- | ---- | ---- | ---- | ---- | ---- |
| Albania              | -    | -    | -    | -    | -    | -    | -    | -    | -    | -    | ●    | -    | ●    | -    | -    | ●    | ●    | -    | -    | 4    |
| Algeria              | -    | -    | -    | -    | ●    | -    | ●    | ●    | ●    | ●    | ●    | ●    | ●    | ●    | ●    | -    | -    | ●    | ●    | 12   |
| Bosnia ed Erzegovina | -    | -    | -    | -    | -    | -    | -    | -    | -    | -    | -    | ●    | ●    | -    | -    | -    | ●    | ●    | -    | 4    |
| Cipro                | -    | -    | -    | -    | -    | -    | -    | -    | -    | -    | ●    | -    | -    | -    | -    | -    | -    | -    | -    | 1    |
| Croazia              | -    | -    | -    | -    | -    | -    | -    | -    | -    | -    | -    | ●    | ●    | -    | -    | -    | -    | -    | -    | 2    |
| Egitto               | ●    | ●    | -    | -    | -    | -    | ●    | ●    | ●    | -    | ●    | -    | -    | -    | -    | -    | -    | -    | -    | 6    |
| Francia              | -    | ●    | -    | -    | ●    | ●    | ●    | ●    | ●    | ●    | -    | ●    | ●    | ●    | -    | ●    | -    | ●    | ●    | 13   |
| Grecia               | ●    | -    | -    | -    | -    | ●    | ●    | ●    | ●    | ●    | ●    | ●    | ●    | ●    | ●    | ●    | -    | ●    | ●    | 14   |
| Italia               | -    | -    | ●    | ●    | ●    | -    | -    | -    | -    | -    | ●    | ●    | ●    | ●    | ●    | ●    | ●    | ●    | ●    | 12   |
| Jugoslavia           | -    | -    | -    | -    | -    | ●    | ●    | ●    | -    | -    | ●    | -    | -    | -    | -    | -    | -    | -    | -    | 4    |
| Jugoslavia           | -    | -    | -    | -    | -    | -    | -    | -    | -    | -    | -    | -    | ●    | -    | -    | -    | -    | -    | -    | 1    |
| Libano               | -    | -    | ●    | ●    | -    | -    | -    | -    | -    | ●    | -    | -    | -    | -    | -    | -    | -    | -    | -    | 3    |
| Libia                | -    | -    | -    | -    | ●    | -    | ●    | -    | ●    | -    | -    | -    | ●    | ●    | ●    | ●    | ●    | ●    | -    | 9    |
| Macedonia del Nord   | -    | -    | -    | -    | -    | -    | -    | -    | -    | -    | -    | -    | -    | -    | -    | -    | ●    | -    | -    | 1    |
| Malta                | -    | -    | -    | ●    | -    | -    | -    | -    | -    | -    | -    | -    | -    | -    | ●    | ●    | -    | -    | -    | 3    |
| Marocco              | -    | -    | -    | ●    | ●    | ●    | ●    | ●    | ●    | ●    | ●    | ●    | ●    | ●    | ●    | -    | ●    | ●    | ●    | 15   |
| Montenegro           | -    | -    | -    | -    | -    | -    | -    | -    | -    | -    | -    | -    | -    | -    | -    | ●    | -    | -    | -    | 1    |
| Portogallo           | -    | -    | -    | -    | -    | -    | -    | -    | -    | -    | -    | -    | -    | -    | -    | -    | -    | -    | ●    | 1    |
| Rep. Araba Unita     | -    | -    | -    | ●    | -    | ●    | -    | -    | -    | -    | -    | -    | -    | -    | -    | -    | -    | -    | -    | 2    |
| San Marino           | -    | -    | -    | -    | -    | -    | -    | -    | -    | ●    | ●    | -    | ●    | ●    | -    | -    | -    | -    | -    | 4    |
| Siria                | ●    | ●    | -    | ●    | -    | ●    | -    | -    | ●    | ●    | -    | -    | -    | -    | -    | ●    | -    | -    | -    | 7    |
| Slovenia             | -    | -    | -    | -    | -    | -    | -    | -    | -    | -    | -    | ●    | ●    | -    | -    | -    | -    | -    | -    | 2    |
| Spagna               | -    | ●    | -    | ●    | ●    | -    | -    | -    | -    | -    | -    | -    | ●    | -    | ●    | ●    | -    | ●    | ●    | 8    |
| Tunisia              | -    | -    | -    | ●    | ●    | ●    | ●    | ●    | ●    | -    | ●    | ●    | -    | ●    | ●    | ●    | ●    | -    | -    | 12   |
| Turchia              | -    | -    | ●    | ●    | ●    | ●    | ●    | ●    | ●    | ●    | ●    | ●    | ●    | ●    | ●    | ●    | ●    | ●    | ●    | 17   |
| Partecipanti         | 3    | 4    | 3    | 9    | 8    | 8    | 9    | 8    | 9    | 8    | 11   | 10   | 13   | 9    | 9    | 11   | 8    | 9    | 8    |      |

Come si può vedere dalla tabella, le uniche nazioni che non hanno mai avuto una propria rappresentativa al torneo di calcio dei Giochi del Mediterraneo sono Andorra, Monaco, Kosovo, Serbia e Serbia e Montenegro.

## Albo d'oro
| Edizione | Città                  | Medaglia d'oro | Medaglia d'argento | Medaglia di bronzo |
| -------- | ---------------------- | -------------- | ------------------ | ------------------ |
| 1951     | Alessandria d'Egitto   | Grecia         | Egitto             | Siria              |
| 1955     | Barcellona             | Egitto         | Spagna             | Francia            |
| 1959     | Beirut                 | Italia         | Turchia            | Libano             |
| 1963     | Napoli                 | Italia         | Turchia            | Spagna             |
| 1967     | Tunisi                 | Francia Italia | Non Assegnata      | Spagna             |
| 1971     | Smirne                 | Jugoslavia     | Tunisia            | Turchia            |
| 1975     | Algeri                 | Algeria        | Francia            | Tunisia            |
| 1979     | Spalato                | Jugoslavia     | Francia            | Algeria            |
| 1983     | Casablanca             | Marocco        | Turchia            | Egitto             |
| 1987     | Laodicea               | Siria          | Francia            | Turchia            |
| 1991     | Atene                  | Grecia         | Turchia            | Marocco            |
| 1993     | Linguadoca-Rossiglione | Turchia        | Algeria            | Francia            |
| 1997     | Bari                   | Italia         | Turchia            | Grecia             |
| 2001     | Tunisi                 | Tunisia        | Italia             | Francia            |
| 2005     | Almería                | Spagna         | Turchia            | Libia              |
| 2009     | Pescara                | Spagna         | Italia             | Libia              |
| 2013     | Mersin                 | Marocco        | Turchia            | Tunisia            |
| 2018     | Tarragona              | Spagna         | Italia             | Marocco            |
| 2022     | Orano                  | Francia        | Italia             | Marocco            |

## Medagliere
in corsivo le nazionali non più esistenti
| Nazionale  |   |   |   | Tot. |
| ---------- | - | - | - | ---- |
| Italia     | 4 | 4 | 0 | 8    |
| Spagna     | 3 | 1 | 2 | 6    |
| Francia    | 2 | 3 | 3 | 8    |
| Grecia     | 2 | 0 | 1 | 3    |
| Marocco    | 2 | 0 | 3 | 5    |
| Jugoslavia | 2 | 0 | 0 | 2    |
| Turchia    | 1 | 7 | 2 | 10   |
| Tunisia    | 1 | 1 | 2 | 4    |
| Algeria    | 1 | 1 | 1 | 3    |
| Egitto     | 1 | 1 | 1 | 3    |
| Siria      | 1 | 0 | 1 | 2    |
| Libia      | 0 | 0 | 2 | 2    |
| Libano     | 0 | 0 | 1 | 1    |